# 太平洋石油販売
太平洋石油販売株式会社（たいへいようせきゆはんばい）は、かつて存在した新日本石油系列のエネルギー販売会社である。
北海道・東北地方においてガソリン・灯油・潤滑油などの石油製品を主体としたガソリンスタンドを展開していたが、北海道における事業を勝木石油（現・カツキ）と合弁で設立した北海道エネルギーに譲渡したのち、2008年（平成20年）4月1日に同様に新日本石油系列のサービスステーションを運営する株式会社ENEOSフロンティアに吸収合併された。

## 沿革
- 1945年（昭和20年）9月4日 - 函館石油配給有限会社設立。
- 1950年（昭和25年）2月 - 太平洋石油販売有限会社に社名変更。
- 1951年（昭和26年）3月 - 太平洋石油販売株式会社に改組。
- 2002年（平成14年）3月31日 - 前橋支店閉鎖。
- 2008年（平成20年）
  - 1月1日 - 勝木石油との合弁で新会社北海道エネルギー株式会社を設立、北海道エリアの石油事業を同社に移管。関連会社の東北菱油株式会社を合併し、同社のサービスステーションは仙台支店管轄となる。
  - 2月1日 - 新日本石油の完全子会社化となる。
  - 4月1日 - ENEOSフロンティアに合併。

## 事業所

### 支店・サービスステーション
支店名（支店所在地）に続く市町村名はサービスステーション所在地。前橋支店は2002年3月末に閉鎖、北海道の各支店は2007年12月末、それ以外の支店は2008年3月末に閉鎖された。

#### 北海道エリア
- 北海道
  - 函館支店（函館市） - 函館市・北斗市・松前町・福島町
  - 室蘭支店（室蘭市） - 室蘭市・登別市・伊達市・洞爺湖町
  - 苫小牧支店（苫小牧市） - 苫小牧市・白老町・安平町・浦河町・千歳市・恵庭市
  - 札幌支店（札幌市白石区） - 札幌市白石区・中央区・東区・西区・南区・北区・清田区・厚別区・手稲区・石狩市・江別市・岩見沢市・小樽市・余市町
  - 旭川支店（旭川市） - 旭川市
  - 北見支店（北見市） - 北見市・網走市・斜里町
  - 紋別支店（紋別市） - 紋別市・滝上町・湧別町・遠軽町
  - 稚内支店（稚内市） - 稚内市・枝幸町・豊富町
  - 帯広支店（帯広市） - 帯広市・幕別町
  - 釧路支店（釧路市） - 釧路市・中標津町
  - 根室支店（根室市） - 根室市・羅臼町・別海町・標津町

#### 東北エリア
- 青森県
  - 青森支店（青森市） - 青森市
  - 八戸支店（八戸市） - 八戸市・十和田市・三沢市
- 秋田県
  - 秋田支店（秋田市） - 秋田市・潟上市・大仙市・仙北市・男鹿市・由利本荘市
  - 大館支店（大館市） - 大館市・鹿角市
- 岩手県
  - 盛岡支店（盛岡市） - 盛岡市・滝沢市・矢巾町・北上市
- 宮城県
  - 仙台支店（仙台市青葉区） - 仙台市青葉区・宮城野区・太白区・若林区・泉区・多賀城市・気仙沼市・大崎市・名取市
- 山形県
  - 山形支店（山形市） - 山形市

#### 関東エリア
- 東京都
  - 東京支店（中央区） - 中野区・北区
- 群馬県
  - 前橋支店（前橋市） - 前橋市・高崎市・吉岡町

### 船舶給油
- 気仙沼営業所（気仙沼市）

### カーサポート
本業以外に、車検や軽鈑金をはじめカーサポートにも力を入れていた。
- パオ車検センター青森店
- ペイントドック青森店

## 関連会社
- 太平洋商事株式会社

店舗運営事業（TSUTAYA2店舗）を会社分割により、新日石リテーリング（現・ENEOSリテーリング）に承継させた後、JX日鉱日石トレーディング（現・ENEOSトレーディング）と合併。
- 太平洋石油輸送株式会社

ENEOSフロンティア関連会社として存続するも、2012年8月31日付で解散。
- 日東鉱油商事株式会社

ENEOSフロンティア関連会社として存続後、現在はENEOSサンエナジー関連会社。

## その他
- CMは北海道放送で流れていた。初期製作・放送分は山口良一が出演。
- マスコットはくじらの「PAO（パオ）」であった。（紹介ページ）。